# Eleições legislativas de 2019 em Portalegre

## Resultados Oficiais
| Partido                 | Partido                              | Votos  | %               | +/-   |
| ----------------------- | ------------------------------------ | ------ | --------------- | ----- |
|                         | Partido Socialista                   | 4 949  | 43,35 / 100,00  | 2,83  |
|                         | Partido Social Democrata             | 2 922  | 25,59 / 100,00  | -     |
|                         | Bloco de Esquerda                    | 916    | 8,02 / 100,00   | 1,77  |
|                         | CDU - Coligação Democrática Unitária | 651    | 5,70 / 100,00   | 0,81  |
|                         | CDS – Partido Popular                | 429    | 3,76 / 100,00   | -     |
|                         | CHEGA!                               | 331    | 2,90 / 100,00   | Novo  |
|                         | Pessoas–Animais–Natureza             | 202    | 1,77 / 100,00   | 0,71  |
|                         | Outros (com menos de 1,00%)          | 470    | 4,11 / 100,00   |       |
| Votos Inválidos         | Votos Inválidos                      | 547    | 4,79 / 100,00   | 0,60  |
| Total                   | Total                                | 11 417 | 100,00 / 100,00 |       |
| Eleitorado/Participação | Eleitorado/Participação              | 20 376 | 56,03 / 100,00  | 3,99  |
| Fonte                   | Fonte                                | [ 1 ]  | [ 1 ]           | [ 1 ] |

## Resultados por Freguesia
Os resultados seguintes referem-se aos partidos que obtiveram mais de 1,00% dos votos:
| Freguesia                   | %     | %     | %    | %    | %    | %    | %    | Votantes |
| Freguesia                   | PS    | PSD   | BE   | CDU  | CDS  | CH   | PAN  | Votantes |
| --------------------------- | ----- | ----- | ---- | ---- | ---- | ---- | ---- | -------- |
| Alagoa                      | 43,92 | 32,43 | 7,43 | 4,05 | 3,04 | 1,69 | 0,68 | 296      |
| Alegrete                    | 49,58 | 29,44 | 5,28 | 2,22 | 3,33 | 1,67 | 0,56 | 720      |
| Fortios                     | 42,15 | 24,78 | 7,96 | 8,52 | 2,47 | 2,35 | 1,79 | 892      |
| Reguengo e São Julião       | 37,55 | 33,84 | 7,21 | 2,84 | 2,62 | 2,18 | 1,75 | 458      |
| Ribeira de Nisa e Carreiras | 37,57 | 32,07 | 6,53 | 5,04 | 4,93 | 3,09 | 2,06 | 873      |
| Sé e São Lourenço           | 43,00 | 24,44 | 8,34 | 6,07 | 3,98 | 3,20 | 1,97 | 7 311    |
| Urra                        | 50,98 | 19,72 | 9,80 | 5,31 | 3,23 | 2,54 | 1,15 | 867      |
| Portalegre                  | 43,35 | 25,59 | 8,02 | 5,70 | 3,76 | 2,90 | 1,77 | 11 417   |

#### Alagoa
| Partido                 | Partido                              | Votos | %               | +/-  |
| ----------------------- | ------------------------------------ | ----- | --------------- | ---- |
|                         | Partido Socialista                   | 130   | 43,92 / 100,00  | 8,25 |
|                         | Partido Social Democrata             | 96    | 32,43 / 100,00  | -    |
|                         | Bloco de Esquerda                    | 22    | 7,43 / 100,00   | 3,40 |
|                         | CDU - Coligação Democrática Unitária | 12    | 4,05 / 100,00   | 0,55 |
|                         | CDS – Partido Popular                | 9     | 3,04 / 100,00   | -    |
|                         | CHEGA!                               | 5     | 1,69 / 100,00   | Novo |
|                         | Aliança                              | 3     | 1,01 / 100,00   | Novo |
|                         | Outros (com menos de 1,00%)          | 8     | 2,70 / 100,00   |      |
| Votos Inválidos         | Votos Inválidos                      | 11    | 3,72 / 100,00   | 0,42 |
| Total                   | Total                                | 296   | 100,00 / 100,00 |      |
| Eleitorado/Participação | Eleitorado/Participação              | 507   | 58,38 / 100,00  | 0,66 |

#### Alegrete
| Partido                 | Partido                              | Votos | %               | +/-  |
| ----------------------- | ------------------------------------ | ----- | --------------- | ---- |
|                         | Partido Socialista                   | 357   | 49,58 / 100,00  | 6,12 |
|                         | Partido Social Democrata             | 212   | 29,44 / 100,00  | -    |
|                         | Bloco de Esquerda                    | 38    | 5,28 / 100,00   | 0,89 |
|                         | CDS – Partido Popular                | 24    | 3,33 / 100,00   | -    |
|                         | CDU - Coligação Democrática Unitária | 16    | 2,22 / 100,00   | 0,44 |
|                         | CHEGA!                               | 12    | 1,67 / 100,00   | Novo |
|                         | Outros (com menos de 1,00%)          | 24    | 3,34 / 100,00   |      |
| Votos Inválidos         | Votos Inválidos                      | 37    | 5,14 / 100,00   | 0,91 |
| Total                   | Total                                | 720   | 100,00 / 100,00 |      |
| Eleitorado/Participação | Eleitorado/Participação              | 1 344 | 53,57 / 100,00  | 1,90 |

#### Fortios
| Partido                 | Partido                              | Votos | %               | +/-  |
| ----------------------- | ------------------------------------ | ----- | --------------- | ---- |
|                         | Partido Socialista                   | 376   | 42,15 / 100,00  | 1,23 |
|                         | Partido Social Democrata             | 221   | 24,78 / 100,00  | -    |
|                         | CDU - Coligação Democrática Unitária | 76    | 8,52 / 100,00   | 1,53 |
|                         | Bloco de Esquerda                    | 71    | 7,96 / 100,00   | 3,02 |
|                         | CDS – Partido Popular                | 22    | 2,47 / 100,00   | -    |
|                         | CHEGA!                               | 21    | 2,35 / 100,00   | Novo |
|                         | Pessoas–Animais–Natureza             | 16    | 1,79 / 100,00   | 0,08 |
|                         | LIVRE                                | 9     | 1,01 / 100,00   | 0,80 |
|                         | Outros (com menos de 1,00%)          | 25    | 2,81 / 100,00   |      |
| Votos Inválidos         | Votos Inválidos                      | 55    | 6,16 / 100,00   | 0,88 |
| Total                   | Total                                | 892   | 100,00 / 100,00 |      |
| Eleitorado/Participação | Eleitorado/Participação              | 1 557 | 57,29 / 100,00  | 2,80 |

#### Reguengo e São Julião
| Partido                 | Partido                              | Votos | %               | +/-  |
| ----------------------- | ------------------------------------ | ----- | --------------- | ---- |
|                         | Partido Socialista                   | 172   | 37,55 / 100,00  | 1,89 |
|                         | Partido Social Democrata             | 155   | 33,84 / 100,00  | -    |
|                         | Bloco de Esquerda                    | 33    | 7,21 / 100,00   | 0,04 |
|                         | CDU - Coligação Democrática Unitária | 13    | 2,84 / 100,00   | 1,20 |
|                         | CDS – Partido Popular                | 12    | 2,62 / 100,00   | -    |
|                         | CHEGA!                               | 10    | 2,18 / 100,00   | Novo |
|                         | Pessoas–Animais–Natureza             | 8     | 1,75 / 100,00   | 0,46 |
|                         | Reagir Incluir Reciclar              | 6     | 1,31 / 100,00   | Novo |
|                         | Outros (com menos de 1,00%)          | 17    | 3,71 / 100,00   |      |
| Votos Inválidos         | Votos Inválidos                      | 32    | 6,98 / 100,00   | 1,64 |
| Total                   | Total                                | 458   | 100,00 / 100,00 |      |
| Eleitorado/Participação | Eleitorado/Participação              | 805   | 56,89 / 100,00  | 4,10 |

#### Ribeira de Nisa e Carreiras
| Partido                 | Partido                              | Votos | %               | +/-  |
| ----------------------- | ------------------------------------ | ----- | --------------- | ---- |
|                         | Partido Socialista                   | 328   | 37,57 / 100,00  | 1,12 |
|                         | Partido Social Democrata             | 280   | 32,07 / 100,00  | -    |
|                         | Bloco de Esquerda                    | 57    | 6,53 / 100,00   | 0,61 |
|                         | CDU - Coligação Democrática Unitária | 44    | 5,04 / 100,00   | 0,48 |
|                         | CDS – Partido Popular                | 43    | 4,93 / 100,00   | -    |
|                         | CHEGA!                               | 27    | 3,09 / 100,00   | Novo |
|                         | Pessoas–Animais–Natureza             | 18    | 2,06 / 100,00   | 0,87 |
|                         | Outros (com menos de 1,00%)          | 32    | 3,67 / 100,00   |      |
| Votos Inválidos         | Votos Inválidos                      | 44    | 5,04 / 100,00   | 0,22 |
| Total                   | Total                                | 873   | 100,00 / 100,00 |      |
| Eleitorado/Participação | Eleitorado/Participação              | 1 479 | 59,03 / 100,00  | 5,46 |

#### Sé e São Lourenço
| Partido                 | Partido                              | Votos  | %               | +/-  |
| ----------------------- | ------------------------------------ | ------ | --------------- | ---- |
|                         | Partido Socialista                   | 3 144  | 43,00 / 100,00  | 2,51 |
|                         | Partido Social Democrata             | 1 787  | 24,44 / 100,00  | -    |
|                         | Bloco de Esquerda                    | 610    | 8,34 / 100,00   | 1,83 |
|                         | CDU - Coligação Democrática Unitária | 444    | 6,07 / 100,00   | 0,99 |
|                         | CDS – Partido Popular                | 291    | 3,98 / 100,00   | -    |
|                         | CHEGA!                               | 234    | 3,20 / 100,00   | Novo |
|                         | Pessoas–Animais–Natureza             | 144    | 1,97 / 100,00   | 0,88 |
|                         | Outros (com menos de 1,00%)          | 324    | 4,44 / 100,00   |      |
| Votos Inválidos         | Votos Inválidos                      | 333    | 4,56 / 100,00   | 0,59 |
| Total                   | Total                                | 7 311  | 100,00 / 100,00 |      |
| Eleitorado/Participação | Eleitorado/Participação              | 13 160 | 55,55 / 100,00  | 4,00 |

#### Urra
| Partido                 | Partido                              | Votos | %               | +/-  |
| ----------------------- | ------------------------------------ | ----- | --------------- | ---- |
|                         | Partido Socialista                   | 442   | 50,98 / 100,00  | 7,22 |
|                         | Partido Social Democrata             | 171   | 19,72 / 100,00  | -    |
|                         | Bloco de Esquerda                    | 85    | 9,80 / 100,00   | 2,49 |
|                         | CDU - Coligação Democrática Unitária | 46    | 5,31 / 100,00   | 0,79 |
|                         | CDS – Partido Popular                | 28    | 3,23 / 100,00   | -    |
|                         | CHEGA!                               | 22    | 2,54 / 100,00   | Novo |
|                         | Pessoas–Animais–Natureza             | 10    | 1,15 / 100,00   | 0,57 |
|                         | Outros (com menos de 1,00%)          | 28    | 3,23 / 100,00   |      |
| Votos Inválidos         | Votos Inválidos                      | 35    | 4,04 / 100,00   | 0,65 |
| Total                   | Total                                | 867   | 100,00 / 100,00 |      |
| Eleitorado/Participação | Eleitorado/Participação              | 1 524 | 56,89 / 100,00  | 7,07 |